# Trichocerca ripli
Trichocerca ripli är en hjuldjursart som beskrevs av Berzinš 1973. Trichocerca ripli ingår i släktet Trichocerca och familjen Trichocercidae. Inga underarter finns listade i Catalogue of Life.